# Scindapsus sumatranus
Scindapsus sumatranus är en kallaväxtart som först beskrevs av Heinrich Wilhelm Schott, och fick sitt nu gällande namn av Peter Charles Boyce och Alistair Hay. Scindapsus sumatranus ingår i släktet Scindapsus och familjen kallaväxter.
Artens utbredningsområde är Sumatera. Inga underarter finns listade.